# Música callada
Música callada és considerada per alguns l'obra mestra de Frederic Mompou. Va ser composta entre el 1951 i el 1967 i s'organitza en quatre quaderns. El títol sorgeix dels versos “…la música callada, la soledad sonora…” del Cántico Espiritual, un dels poemes més destacats de Sant Joan de la Creu. També s'inspira en l'impuls de trobar aquell silenci interior que tan clarament reflecteix l'esperit de Mompou a l'hora de compondre.

## Context
Música callada resumeix la concepció pianística de Mompou. La temàtica del cicle dels quatre quaderns (1951, 1962, 1965, 1967), que recorden els quatre quaderns de la Suite Ibèria d'Albéniz, parteix d'un vers de Sant Joan de la Creu: La noche sosegada/en par de los levantes de la aurora, la “Música callada”/la soledad sonora/la cena que recrea y enamora.
És una obra depurada, de caràcter místic, molt elaborada, que desmenteix en part la displicència amb què el mestre se solia enfrontar a la composició, perquè exigeix tenacitat i continuïtat a més de projecte creatiu global: 
El mateix autor ho explicava en una conversa amb l'escriptora Clara Janés, publicada en el seu llibre La vida callada de Frederic Mompou:
| «                                                                  | La Música callada és una música més abstracta, en un dels sentits de l'abstracció, perquè a la que no té expressió també l'anomenen abstracta i la meva té expressió i està dins de la línia melòdica ... Ara no hi ha més que dos camins: el tonal i l'altre. Qui vol sobreviure amb el primer, haurà de fer una cosa molt nova i molt difícil | » |
| — Frederic Mompou, La vida callada de Frederic Mompou, Clara Janés | |   |

La seva esposa, pianista i pedagoga, Carme Bravo afirma en l'esmentada obra de Frederic Mompou, que renyava el compositor perquè:
| «             | aquesta música no l'entendrà ningú”, però ell responia que la Música callada “no pretén volar més que uns quants centímetres a l'atmosfera però sí penetrar a les regions més profundes del nostre esperit. | » |
| — Carme Bravo | |   |

La pianista barcelonina Remei Cortès i Ayats va destacar per la seva interpretació de l'obra de Mompou, especialment pels quatre quaderns de Música callada del compositor.

### Procediment compositiu
El treball del compositor consistia a fer provatures al piano expressant-se generalment de forma tonal i melòdica, acolorint amb harmonies singulars cada episodi.
Als seus anys d'infantesa es deixava seduir pel soroll de la fàbrica de campanes d'herència materna, i li va quedar, entre altres coses, un eco de so impactant que denominava “acord metàl·lic” (format per les notes fa#, do, mib, lab i re): “Aquest acord és tota la meva música. Sento una harmonia estranya escoltant els sorolls llunyans. És sobre una platja, davant del mar que barreja el seu ritme suau amb un misteriós soroll de ferro i de treball”. D'aquest procediment en resultava una obra viva, estranyament pròxima, que seduïa la seva riquesa i brevetat. El resultat està a la vista. L'obra creativa de Mompou continua en mans dels intèrprets, programadors i directors d'enregistrament. Mompou, representa, en tots els casos i sense pretendre-ho, una de les figures més vigoroses de la música catalana del segle xx.

### Context històric i discreta catalanitat
Mompou va retornar definitivament a Barcelona el 1941 després de disset anys (1924-41) d'una etapa marcada per la residència regular a París, sense desvincular-se de Catalunya i participant en iniciatives com la del grup dels vuit “Compositors Independents de Catalunya” (CIC), format per Manuel Blancafort, Robert Gerhard, Joan Gibert i Camins, Agustí Grau, Ricard Lamote de Grignon, Baltasar Samper, Eduard Toldrà i ell mateix. En aquesta etapa Mompou mantingué una vida molt intensa de relacions amb cercles literaris, intel·lectuals i musicals. En el seu retorn, Catalunya es troba sota la duresa de la dictadura Franquista, ell que portava la catalanitat a l'esperit, que sovint escrivia la seva correspondència en català, no sentia cap necessitat de manifestar-se en aquest sentit. Per això està fora de tota discussió respecte al seu compromís amb el país. El seu caràcter plàcid, la seva bonhomia i la simpatia que generava el seu entorn facilitaven la convivència del músic. Es podria dir que, com els creadors experimentalistes del segle xx, busca manifestar-se en les seves obres, però ho fa d'una manera amable, i la seva catalanitat innata, com la seva herència materna de constructors de campanes, hi apareix de manera natural. Aquí rau una de les virtuts de la seva música.

### Represa de l'activitat a casa i creació deMúsica callada
La tornada a Barcelona va suposar la represa de l'activitat creativa. Es va instal·lar a casa de la seva mare i, a través de Carme Bravo, va establir contacte amb la família Janés, l'editor Josep Janés i les seves dues filles, la Clara (biògrafa del compositor i escriptora), i l'Alfonsina (professora de literatura germànica). Això li va permetre poder treballar en el cicle de lieder El combat del somni (1965), amb textos de l'editor, que conté la més cèlebre de totes les seves produccions líriques, Damunt de tu només flors. Treballà en els Preludis 7-10, les Cançons i danses 5-14 i inicià la seva obra pianística més ambiciosa, la Música callada.

### Divisió de l'obra de Mompou
Mompou donava per vàlida la divisió de la seva obra pianística en tres grups principals: una primera etapa realista, una segona amb les obres vinculades al folklore català, i una última etapa en les que s'inspiren en el misteri ocult de la naturalesa, on hi trobem Música callada acompanyada de Cants màgics i Charmes.
Cants màgics situa el compositor en la perspectiva primitivista, fomentada i assumida per ell mateix, fins al punt que hi afegí, amb fina ironia, el qualificatiu de “rupestre”. Les sis peces de Charmes representen, en el vessant musical, el rebuig de qualsevol idea de composició (“és la música menys ‘composta' del món”, havia dit). Aquesta tendència culminà en els quatre quaderns de Música callada, els quals, tot i la seva pluralitat de procediments, contenen alguns dels elements més avançats de la música de Mompou, i responen al credo estètic i les motivacions espirituals de la seva maduresa. 

### El significat de la pròpia obra
Entre les notes i apunts que es redactava Frederic Mompou per a preparar entrevistes i declaracions per a la premsa o emissió radiofònica entre els anys 1967 i 1970, reflexionava, en un dels nombrosos paràgrafs, sobre el sentit i la significació de la pròpia obra, en aquestes paraules reveladores: «Música callada és al meu judici i satisfacció l'obra més aconseguida dins del meu estil. Podria dir que aquests quaderns de Música Callada, conjuntament amb els de Cants Màgics, Festes llunyanes i Charmes molt anteriorment compostos són la meva música, la meva més autèntica música (...) Aquestes obres constitueixen, en el conjunt de la meva obra, la màxima i més autèntica expressió d'aquest recomençar, el meu credo estètic de sempre, que se sent ara més recolzat i justificat per la forta corrent de l'Art actual, el qual, al meu parer, està aixecant un mur infranquejable per a l'avanç en la seva marxa evolutiva; mur que simbolitza aquest retorn al món primitiu i aquest recomençar.»

## Estètica
En pròpies paraules, “aquesta música és ‘callada’, perquè la seva audició és interna. La seva emoció és secreta i només pren forma en les seves ressonàncies sota la volta freda de la nostra soledat. No se li demana d'arribar més enllà d'uns mil·límetres en l'espai, però sí la missió de penetrar en les grans profunditats de la nostra ànima. Aquesta música és símbol de renúncia. Renúncia a la continuïtat en la línia ascendent del progrés i perfecció de l'art, perquè en aquesta escalada […] és necessari, alguna vegada, descansar…”.
Aquest compendi de les afinitats estètiques de Mompou és confegit d'acord amb els títols més emblemàtics de la seva obra pianística, si bé no és contradictori amb altres aspectes de la seva producció. Paral·lelament, caldria assenyalar l'esperit noucentista dominant en un corpus liederístic força extens i molt representatiu, a més d'altres obres vocals i instrumentals que sobrepassen el marc dels seus mitjans d'expressió habituals.
Mompou no se sentí lligat a la creació per convencions acadèmiques. La seva independència l'alliberà de qualsevol etiqueta homologable en el conjunt dels corrents musicals del segle xx. Partia de la intuïció, que contrastava amb experiències musicals pròpies i concretava en un procés de selecció en el mitjà que ell dominava, el piano, fins a trobar la forma concentrada i definitiva. El component impressionista de la seva obra se circumscriu en l'estil pianístic, adient per a extreure la màxima virtualitat de les ressonàncies naturals de l'instrument. Moltes peculiaritats del seu sistema harmònic deriven de l'escriptura pianística (l'absència de resolució en les dissonàncies, la presència de notes resoltes en altres veus, que no anul·len les atraccions naturals, etc.). El rerefons harmònic de la música de Mompou és, però malgrat la seva relativa ambigüitat, eminentment tonal i presenta unes propostes tan subtils com personals per a renovar la tonalitat clàssica. En canvi, la filiació impressionista, referida a una escola circumscrita a noms i etapes determinats, és més discutible, i ell mateix la rebutjà en favor d'un retorn a la claredat mediterrània.
En la maduresa del compositor, la línia que tracen aquests quatre quaderns mostren una música estàtica, més concisa i sintètica que mai en el conjunt de la seva obra precedent que tendeix vers un llenguatge més actual, més contingut i cerebral, però sotmès a aquell ideal de simplicitat i claredat. La seva concepció harmònica evoluciona vers la dissonància i l'abstracció, sovint complexa de comprendre, sense perdre, però, aquell profund poder de suggestió. Breu i concís: fidelitat a un pensament estètic, una música que sempre és la mateixa i sempre es renova, com ens ho descriu Xavier Monsalvatge, en ocasió del 75è aniversari de Frederic Mompou, tot fent referència als dos primers quaderns de Musica Callada', dels quals afirma que:
Nos revelan esta admirable permanencia de un músico cuyo característico lenguaje ha sido enriquecido con múltiples experiencias, afilándose y ganando en profundidad y significación sin el más leve desvío de una recta línea estilística marcada ya por el artista en sus primeras obras. En el transcurso de este medio siglo de cambios, implicaciones y reacciones estéticas, Mompou ha permanecido inalterable y su obra, limpia de influencias o contaminaciones evolucionando armoniosamente para llegar a la plenitud actual sin sobresaltos, pero con una siempre renovada agilidad de ideas que nos hace considerarla como una música de integridad y juventud inmarcesible.

## Anàlisi
Primer quadern
| Moviment | Nom                   | Tempo d'inici | Compàs         |
| -------- | --------------------- | ------------- | -------------- |
| I        | Angelico              | negra = 50    | -              |
| II       | Lent                  | corxera = 60  | ternari        |
| III      | Placide               | negra = 92    | ternari        |
| IV       | Afflitto e penoso     | negra = 72    | ternari        |
| V        | -                     | corxera = 104 | ternari        |
| VI       | Lento molto cantabile | negra = 66    | binari         |
| VII      | Lento                 | negra = 50    | binari/ternari |
| VIII     | Semplice              | negra = 104   | ternari        |
| XIX      | Lento                 | negra = 48    | binari         |

- Com a curiositat, al segon moviment hi ha una cita al capçal de la partitura on hi diu: "Perquè jo vivia a esperar. I el meu cor no era més que els seus passos" de Paul Valéry.

Segon quadern
| Moviment | Nom                    | Tempo d'inici | Compàs |
| -------- | ---------------------- | ------------- | ------ |
| X        | Lento - cantabile      | -             | binari |
| XI       | Allegretto             | -             | binari |
| XII      | Lento                  | -             | binari |
| XIII     | Tranquilo - très calme | -             | binari |
| XIV      | Severo - sérieux       | -             | binari |
| XV       | Lento - plaintif       | -             | binari |
| XVI      | Calme                  | negra = 66    | binari |

Tercer quadern
| Moviment | Nom       | Tempo d'inici | Compàs  |
| -------- | --------- | ------------- | ------- |
| XVII     | Lento     | negra = 48    | binari  |
| XVIII    | Luminoso  | negra = 126   | ternari |
| XIX      | Tranquilo | negra = 66    | ternari |
| XX       | Calme     | negra = 56    | binari  |
| XXI      | Lento     | corxera = 92  | binari  |

Quart quadern
| Moviment | Nom                     | Tempo d'inici | Compàs |
| -------- | ----------------------- | ------------- | ------ |
| XXII     | Molto lento e tranquilo | -             | binari |
| XXIII    | Calme, avec clarté      | -             | binari |
| XXIV     | Moderato                | -             | binari |
| XXV      | -                       | negra = 100   | binari |
| XXVI     | Lento                   | negra = 46    | binari |
| XXVII    | Lento molto             | -             | binari |
| XXVIII   | Lento                   | negra = 58    | binari |